# Maksim Waladsko
Maksim Anatoljewitsch Waladsko (belarussisch Максім Анатолевіч Валадзько, * 10. November 1992 in Minsk) ist ein belarussischer Fußballspieler. Zehs Saisons spielte er für BATE Baryssau in der ersten belarussischen Liga.

## Karriere

### Verein
Waladsko begann seine Karriere bei BATE Baryssau, für die er im Oktober 2009 in der Wyschejschaja Liha debütierte. Sein internationales Debüt gab er im September 2011 in der Champions League. 2012 wurde er an den Zweitligisten SKVICh Minsk verliehen.

### Nationalmannschaft
Waladsko spielte für diverse Jugendnationalteams. 2014 stand er erstmals im Herrenkader. Sein Debüt gab er im November 2014 im Testspiel gegen Mexiko.